# Rio dei Vetrai

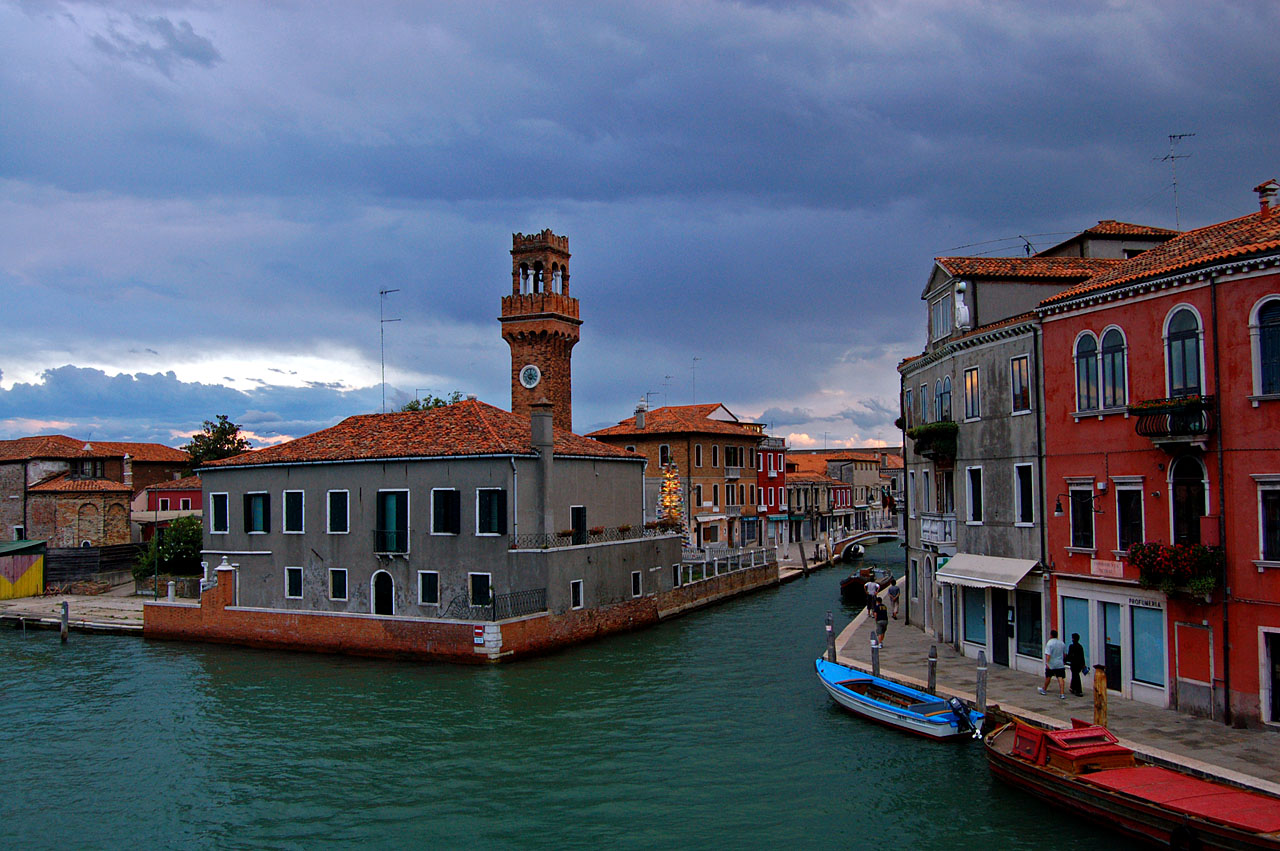
L'embouchure nord du rio dei Vetrai avec le campanile de Santo Stefano

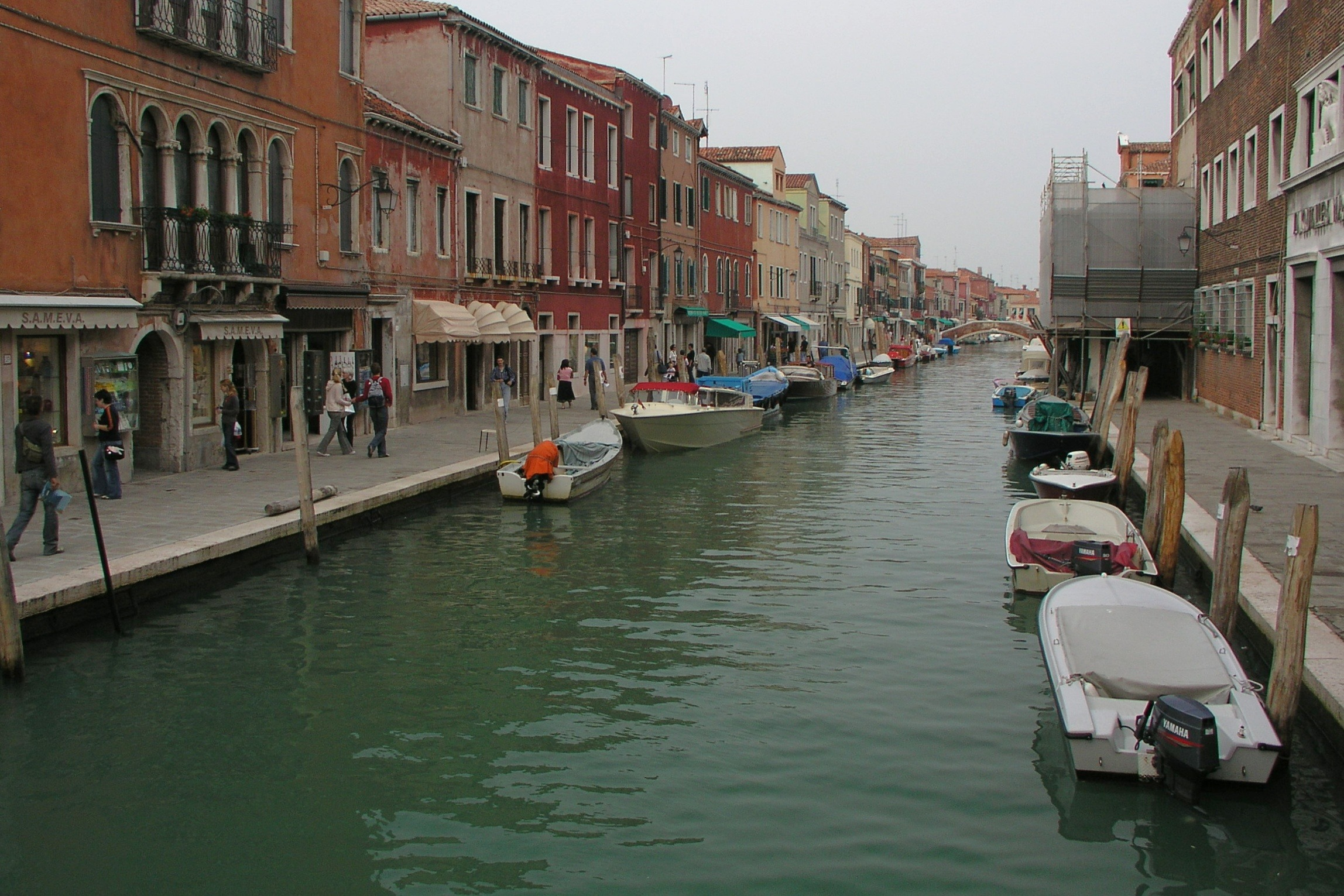
fondamente de part et d'autre du rio

Le rio dei Vetrai (canal des Verriers) est un canal de l'île de Murano. 

## Description
Ce canal a une longueur d'environ 500 mètres. Il relie le Grand Canal de Murano pres de l'Église San Pietro Martire et le campanile de l'ancienne église S. Stefano vers le sud au canale dei Marani, près de l'appontement Murano - Colonna.
Ce canal concentre la plupart des métiers du verre de Murano. On y trouve entre autres l'ancienne cristallerie Franchetti de Murano (XXe siècle), les fourneaux Gino Mazzuccato, les fourneaux CAM (XVIe siècle), la verrerie AVEM (1830) et l'usine des mosaïques (XVIe siècle).
Il est longé par le fondamenta Daniele Manin sur son flanc est et par le fondamenta dei Vetrai sur son flanc ouest.
Le premier est couvert à deux endroits par d'anciennes maisons : les case Gisberti avec le Ca'Angelo del Gallo-Obizzi-Sodeci-Cipollato-Ferro (XIVe siècle) d'une part et la Ca' Corner (XIVe siècle) d'autre part. 

### Rive ouest: Fondamenta dei Vetrai

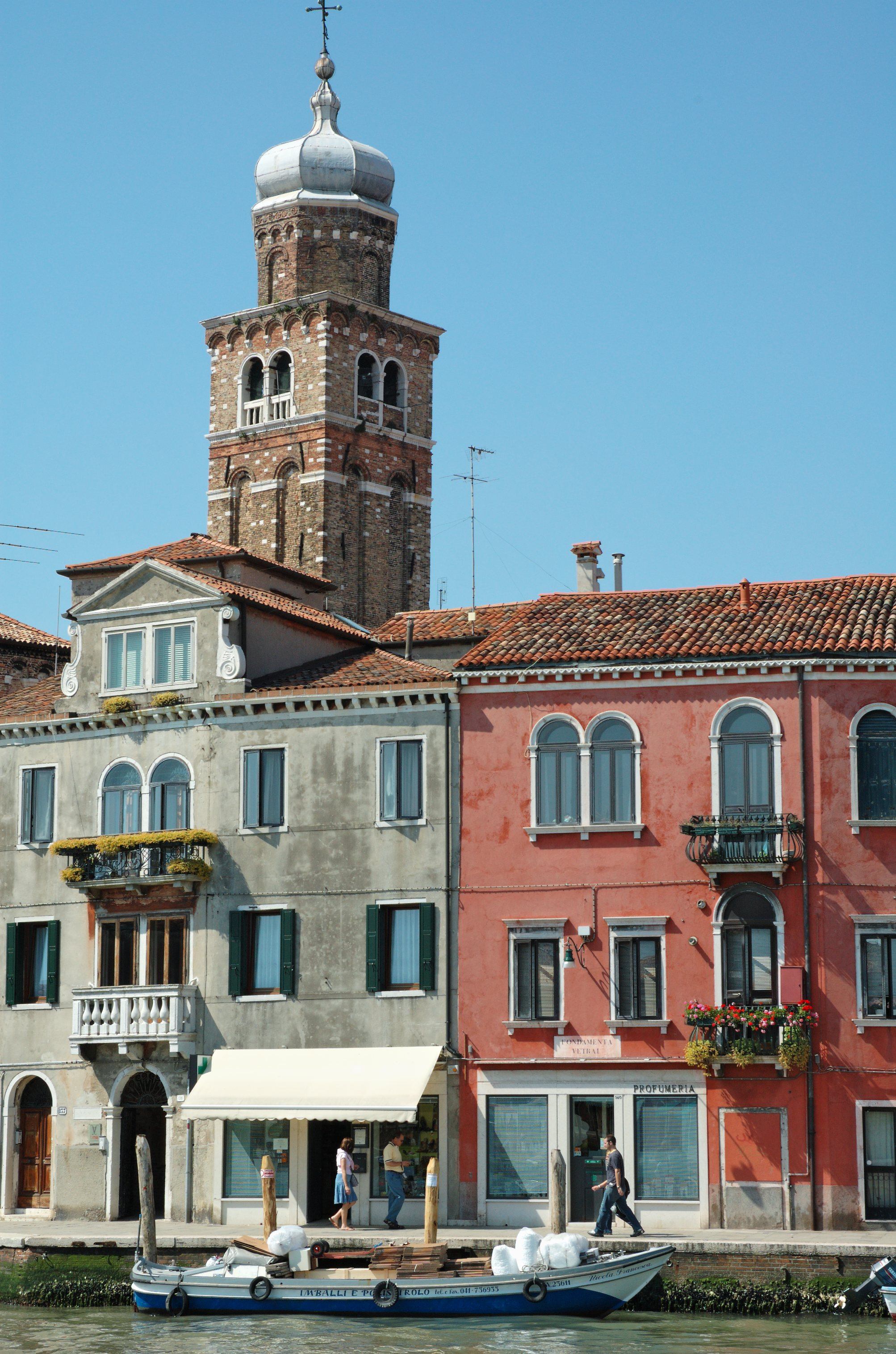
Ca' Giustinian-Morelli XVIe siècle
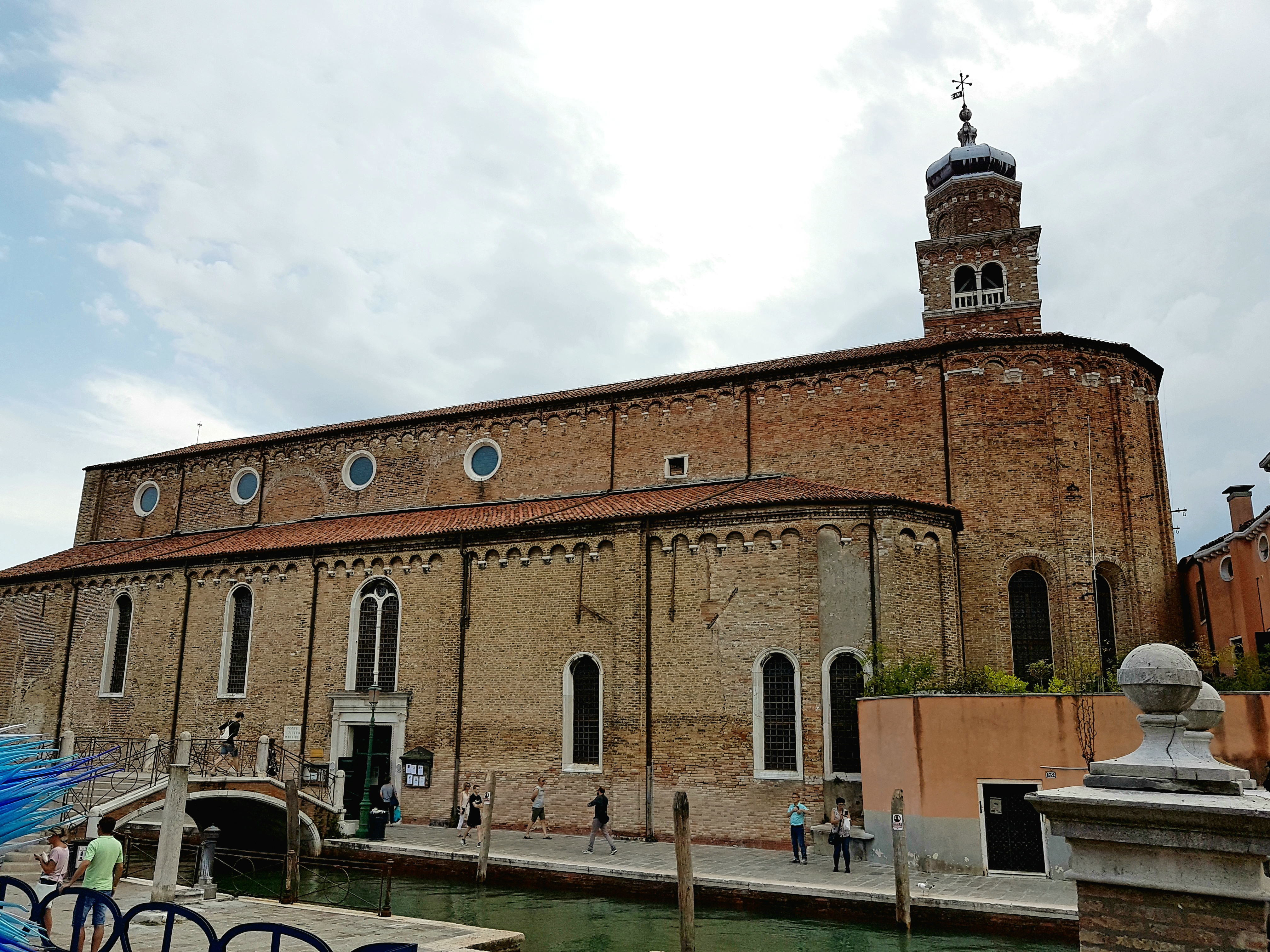
San Pietro Martire (1511)
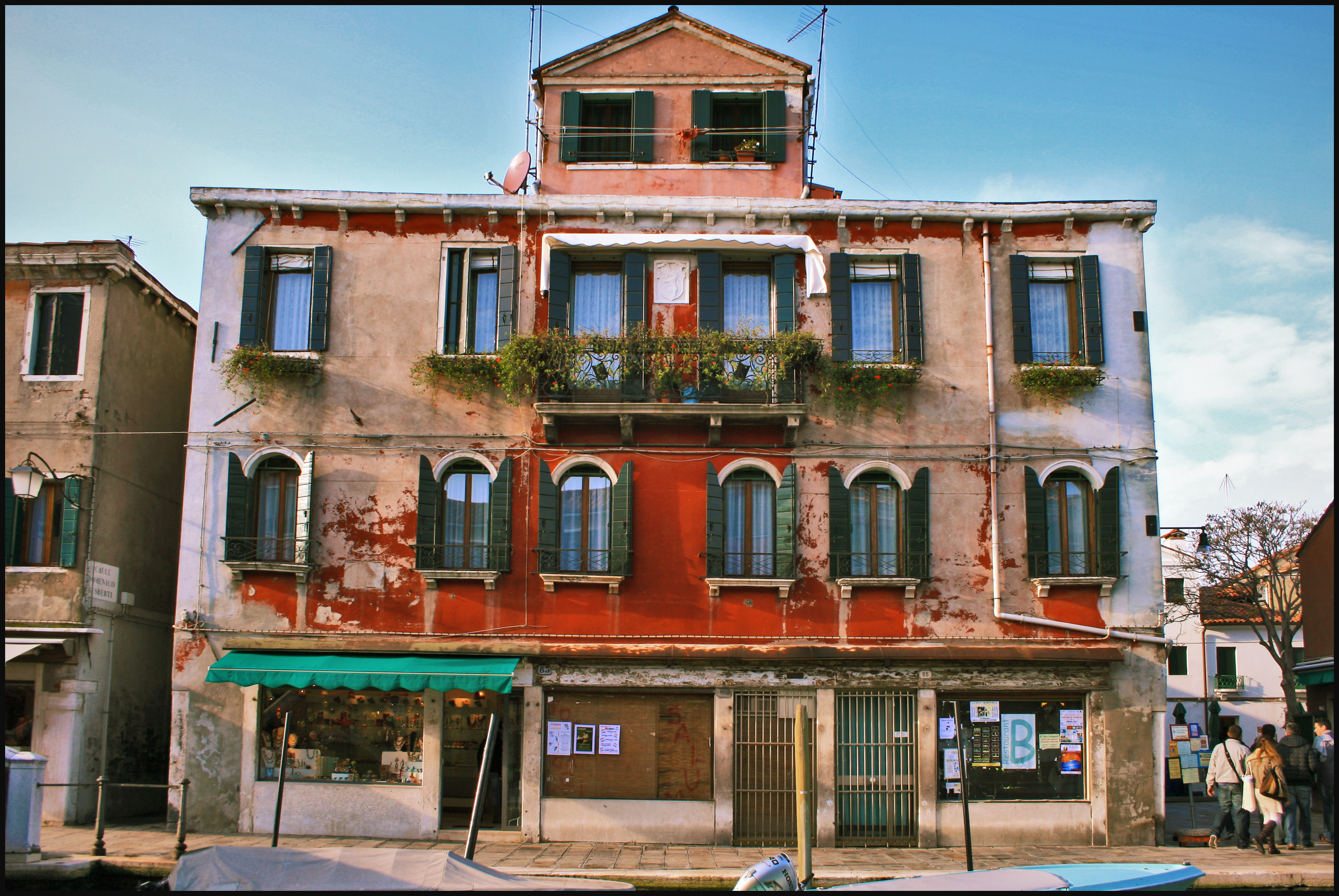
Ca' Ballarin XVe siècle
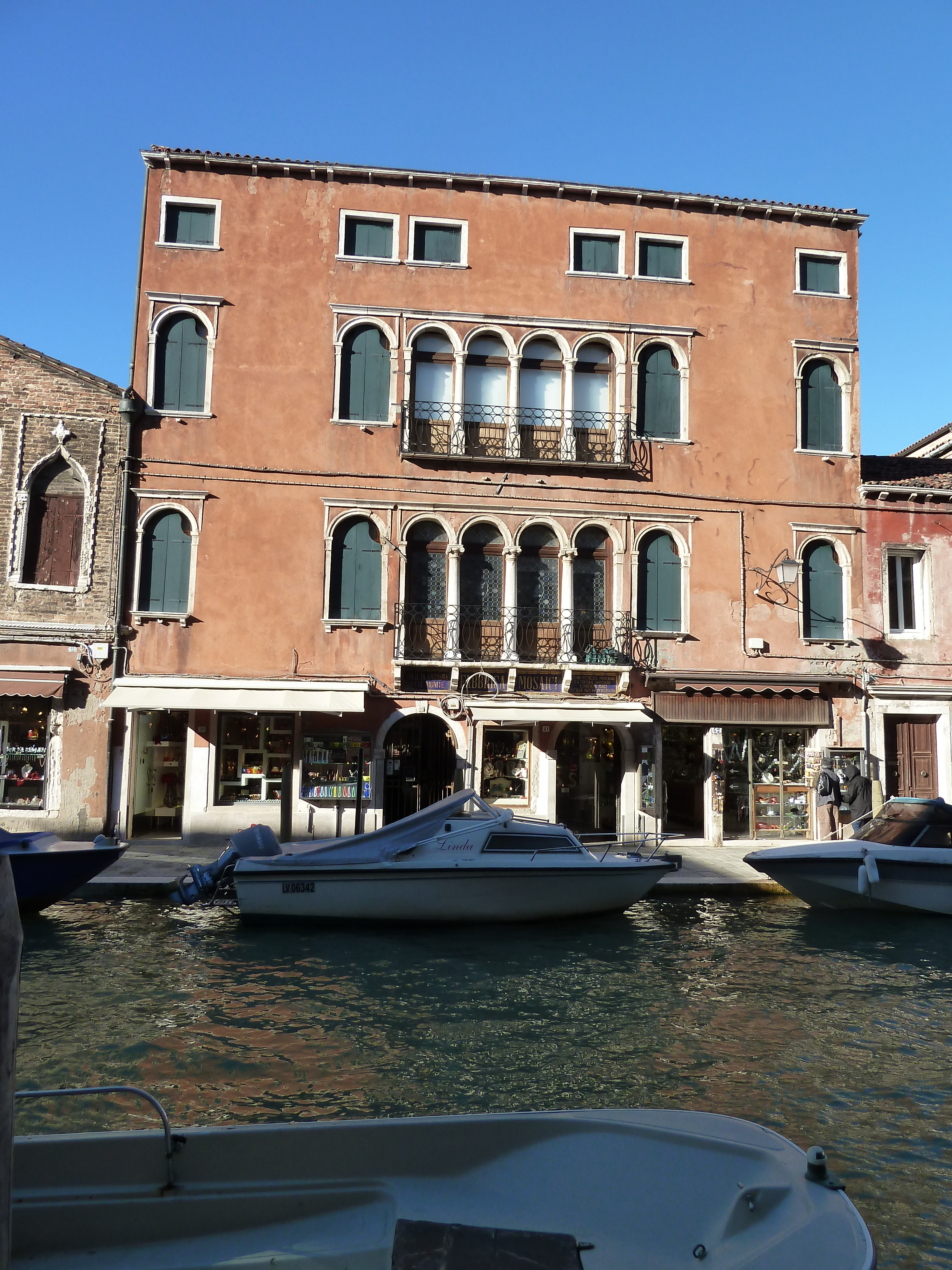
Fabbrica di Mosaici
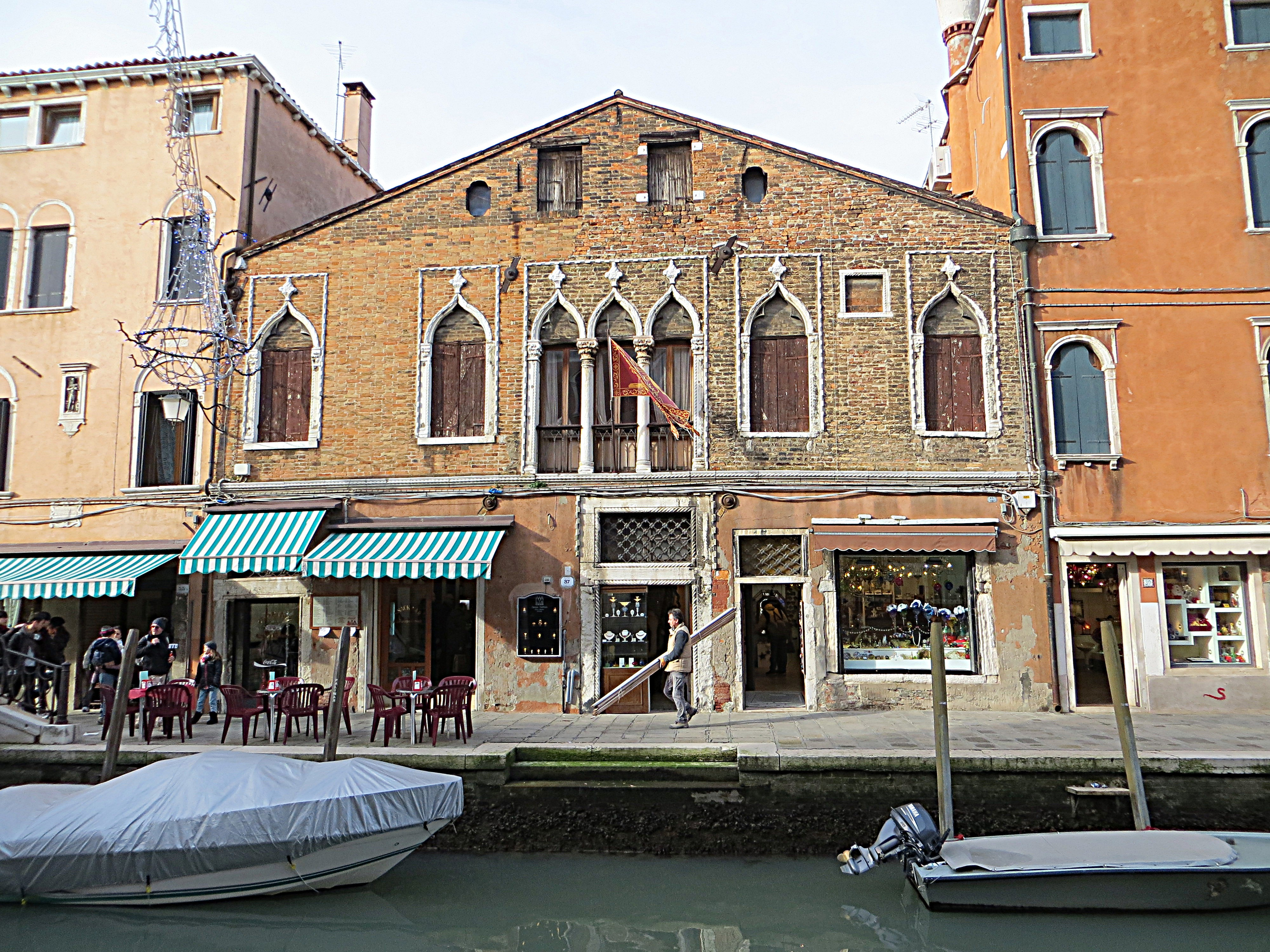
Ca' Andreotta XIVe siècle
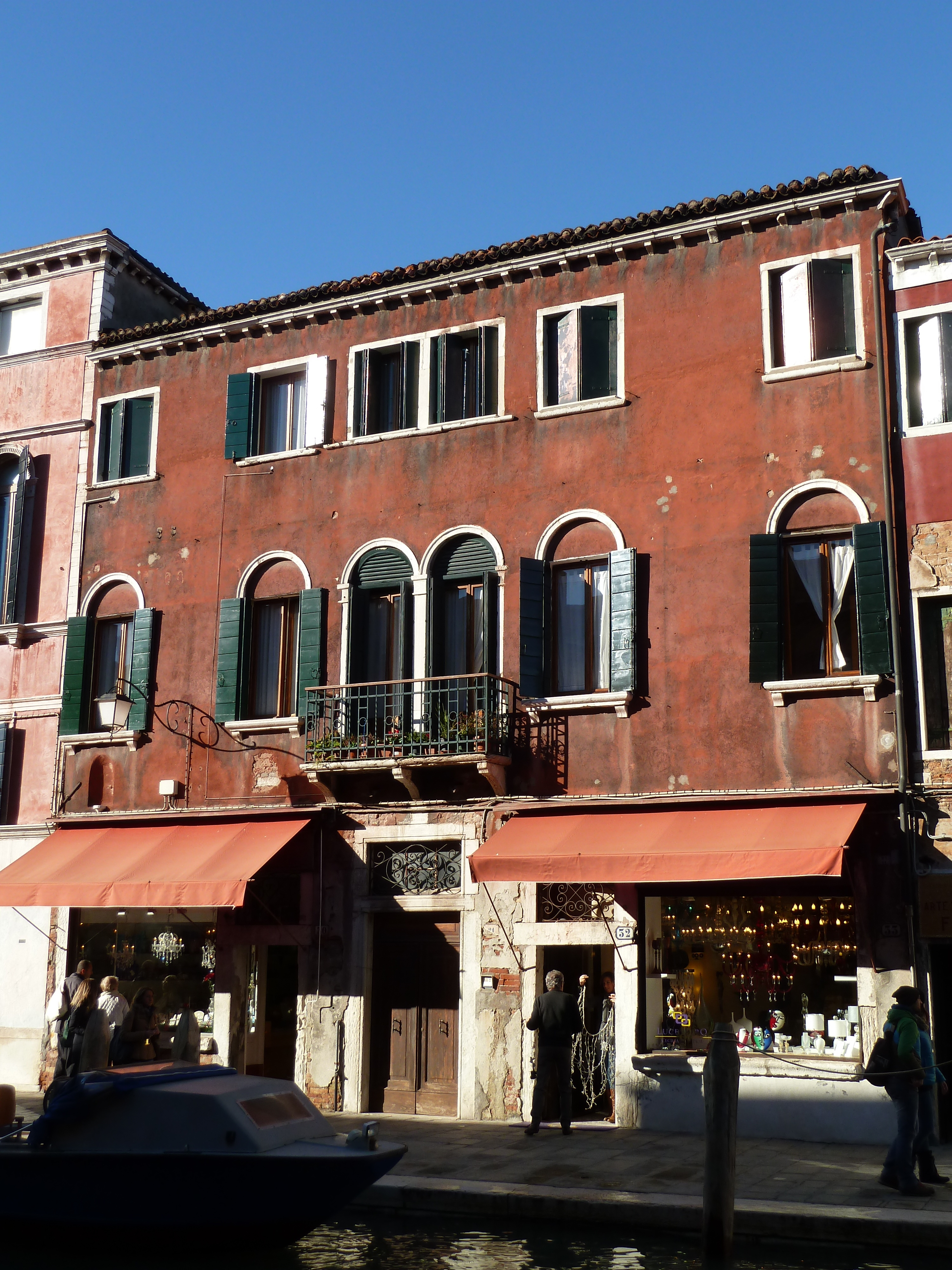
Ca' Mazzola XVIe siècle
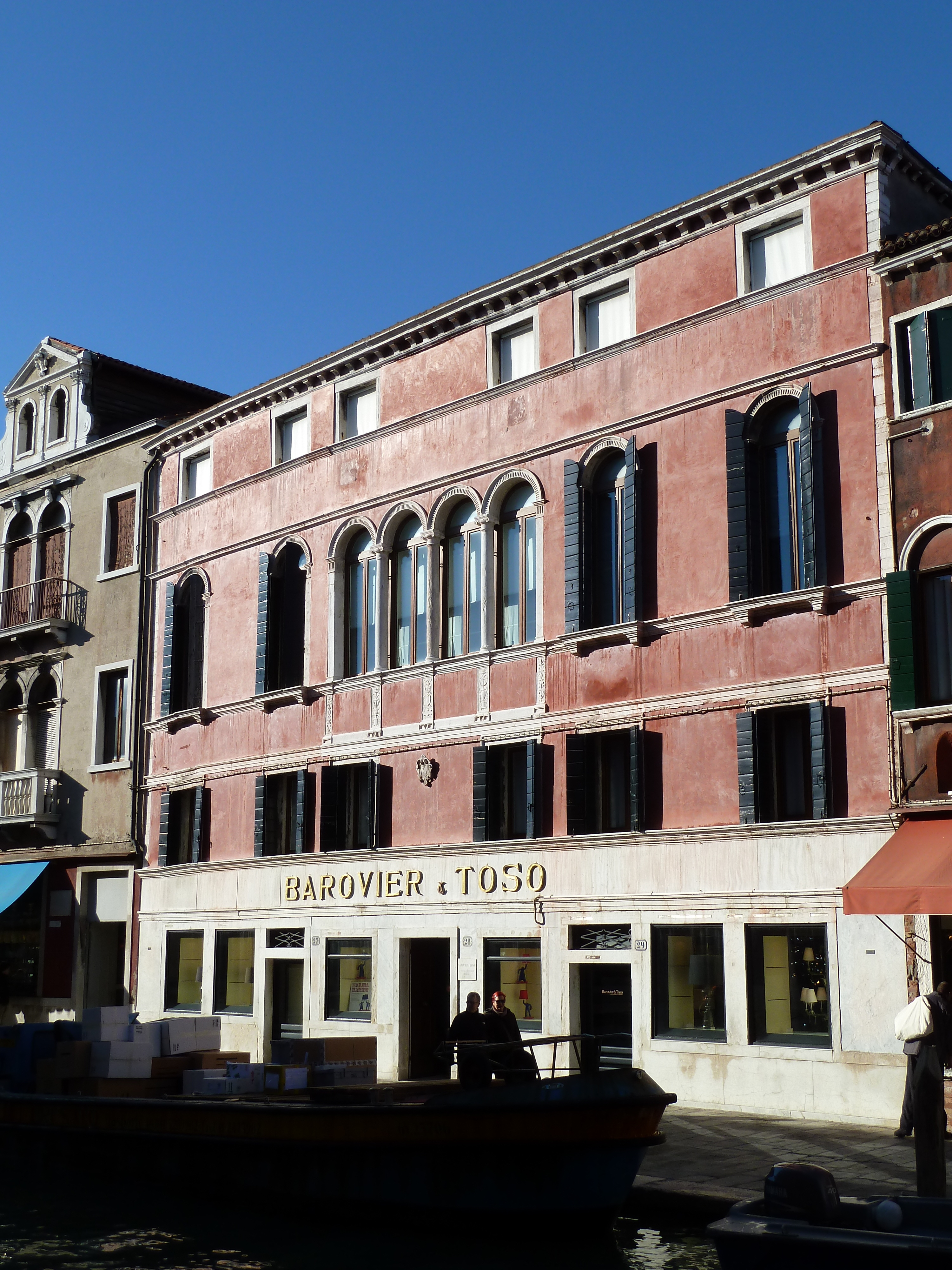
La Ca'Contarini XVIe siècle
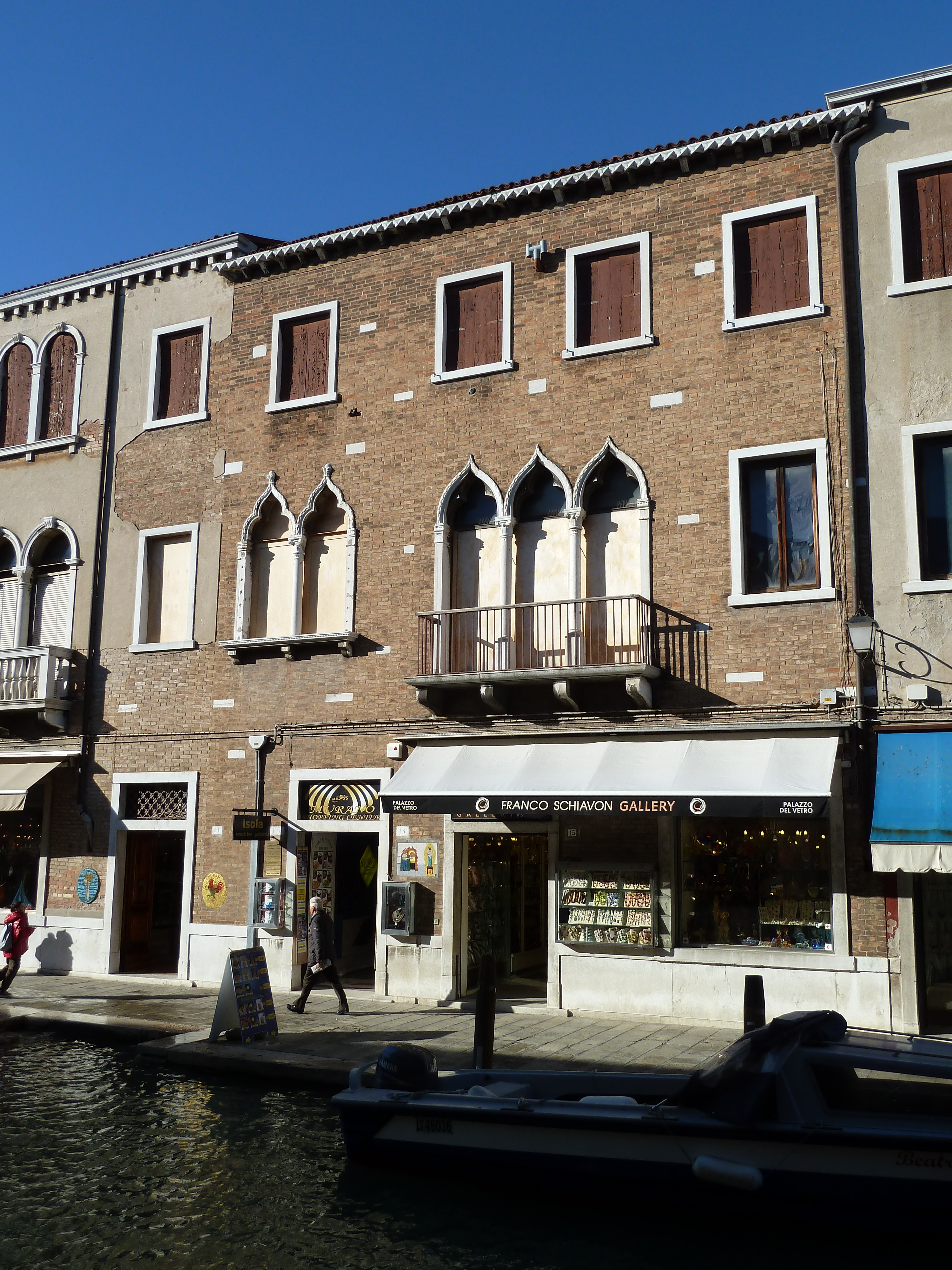
La Ca'Motta Stefano XIVe  &  XVIIIe siècle
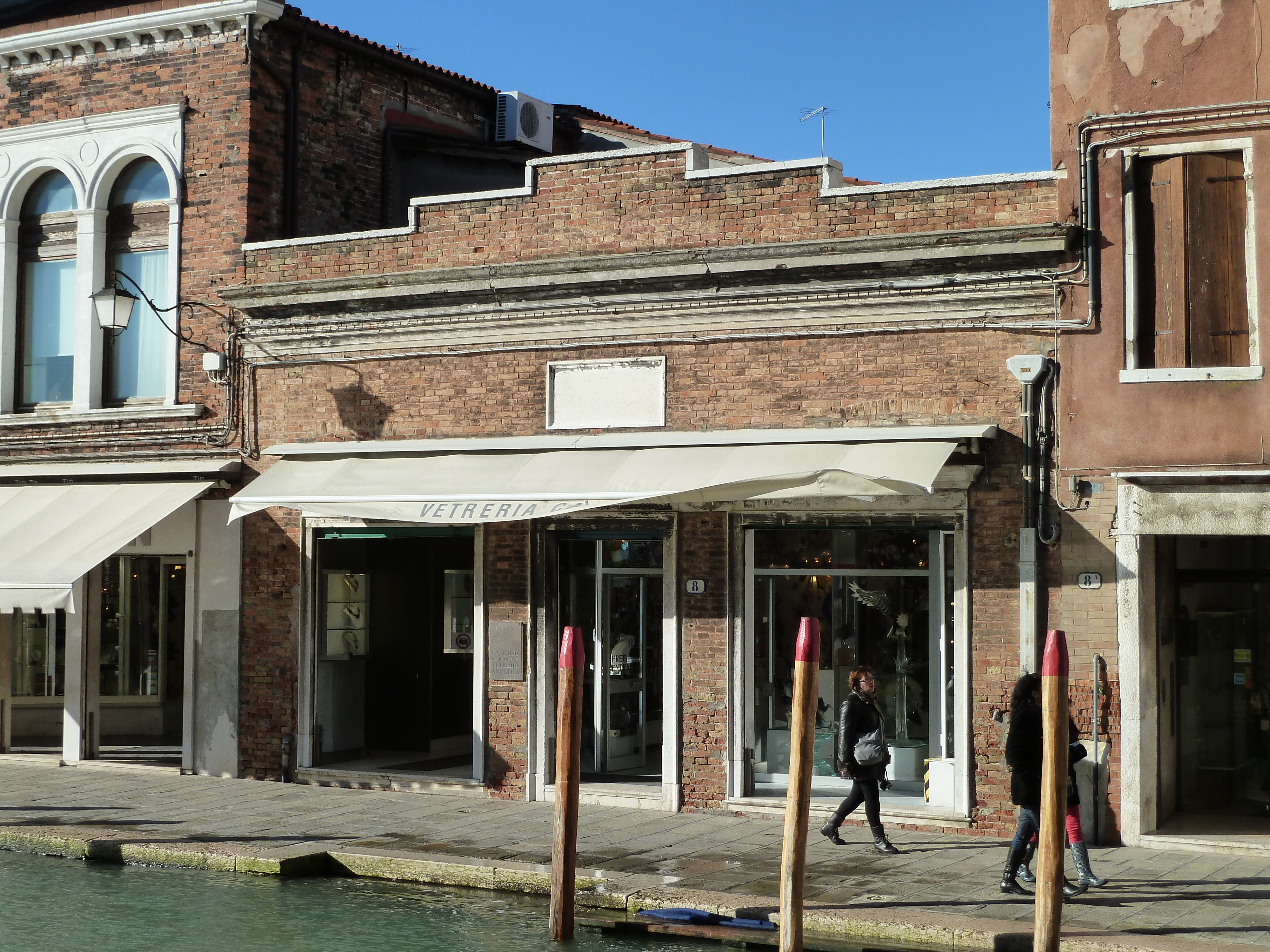
bâti du XVIe siècle
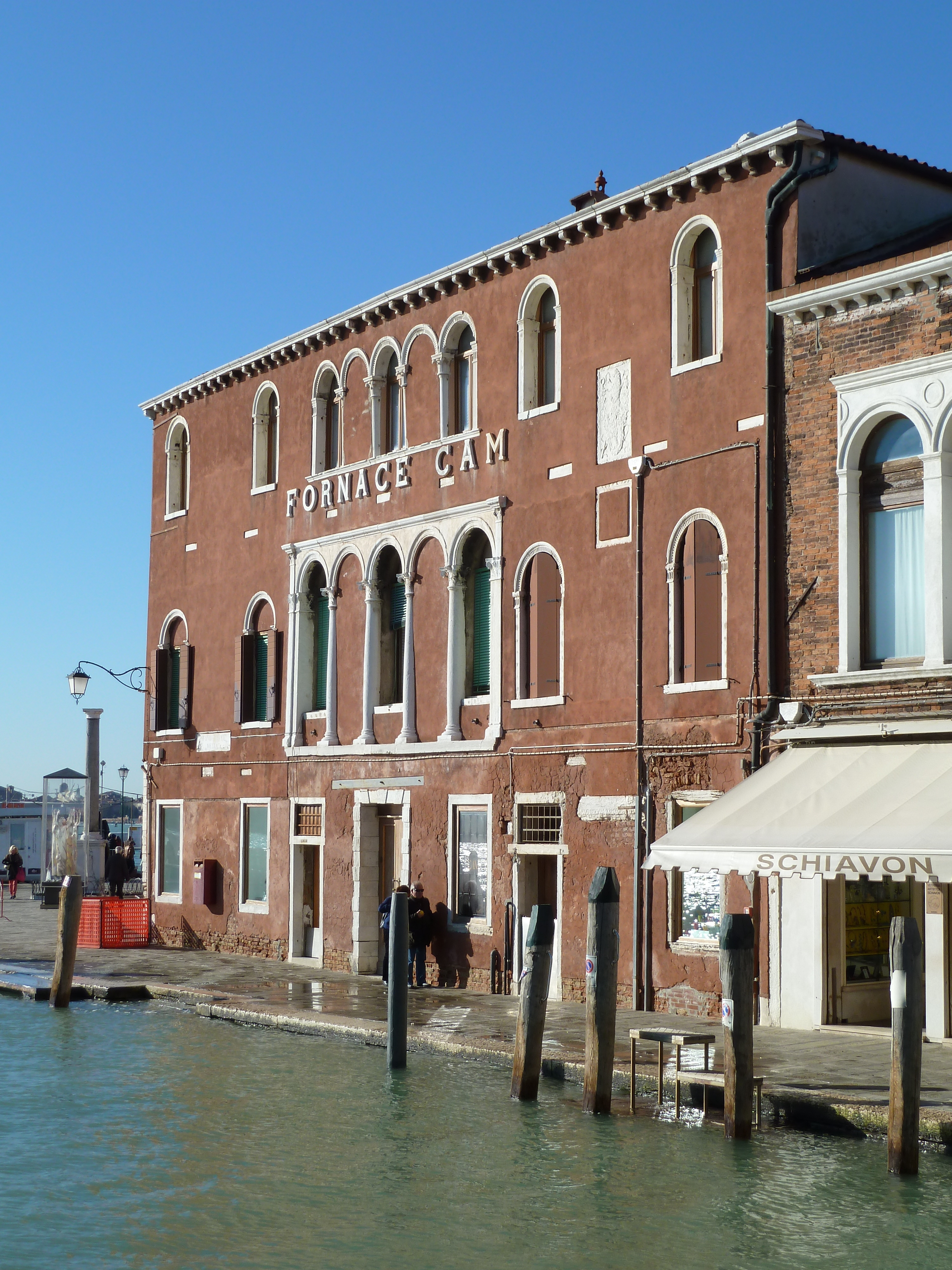
Fornace CAM

### Rive ouest: Fondamenta Daniele Manin

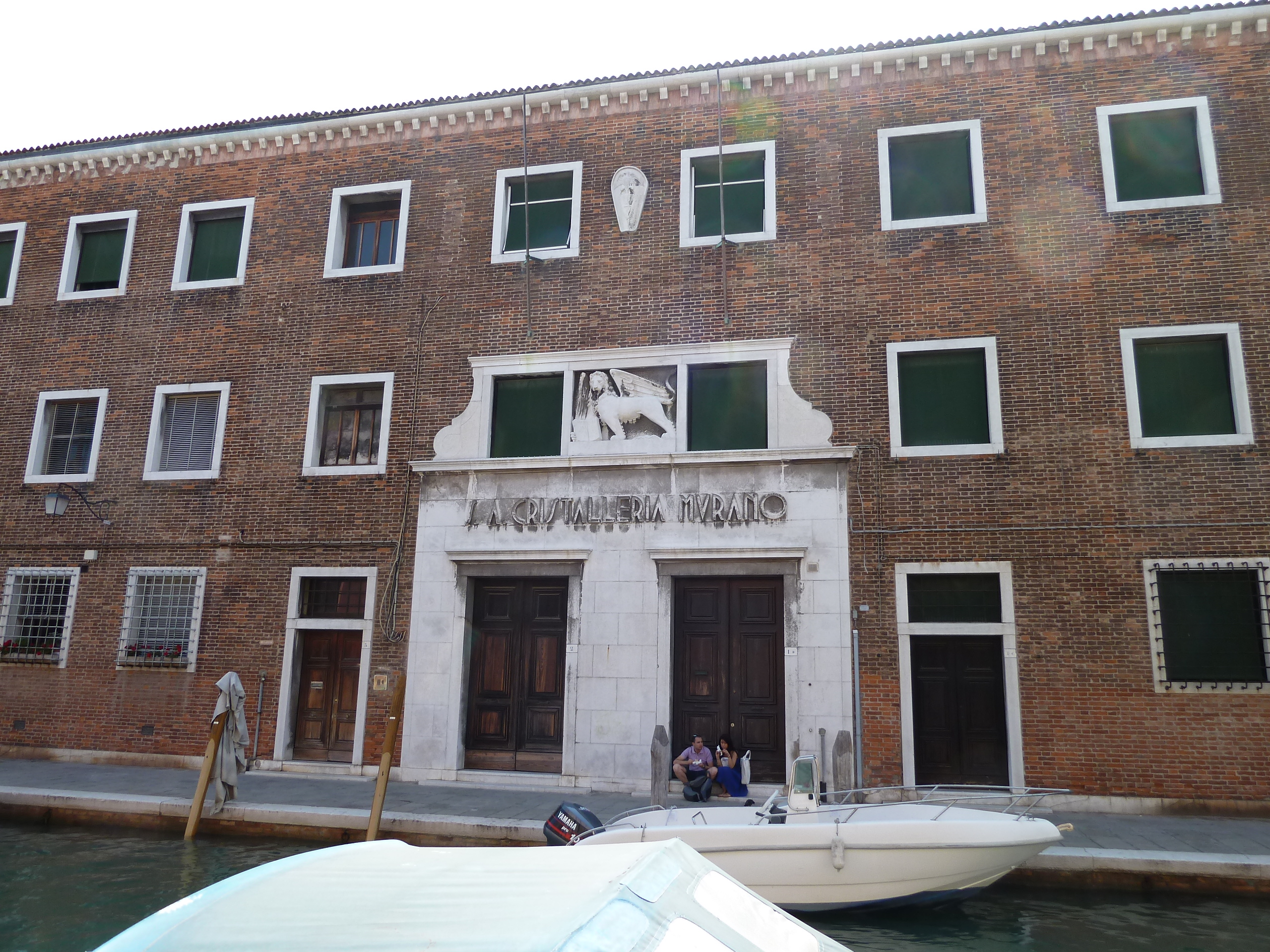
Cristalleria Franchetti XXe siècle
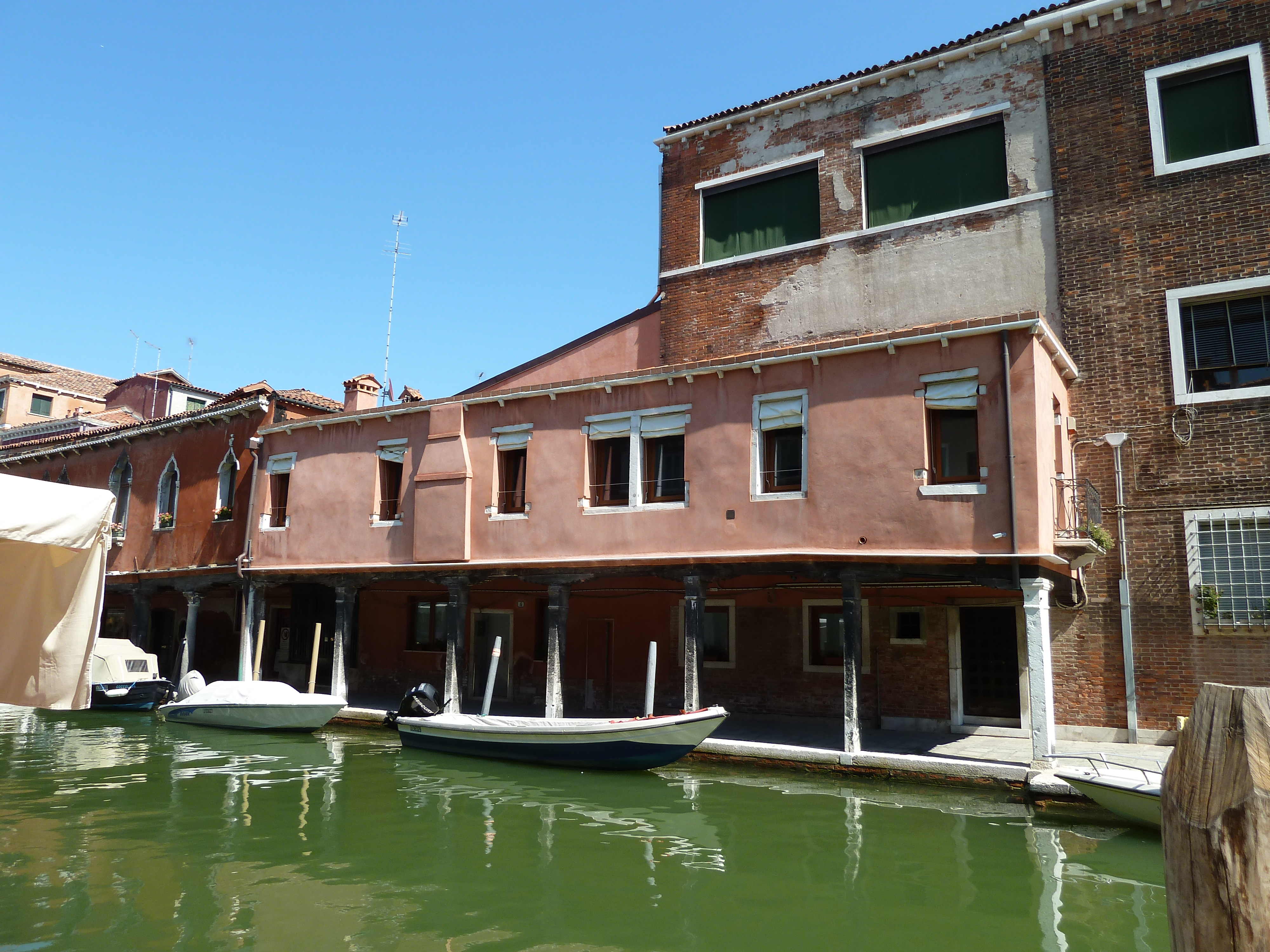
La Casa Gisberti (1604)
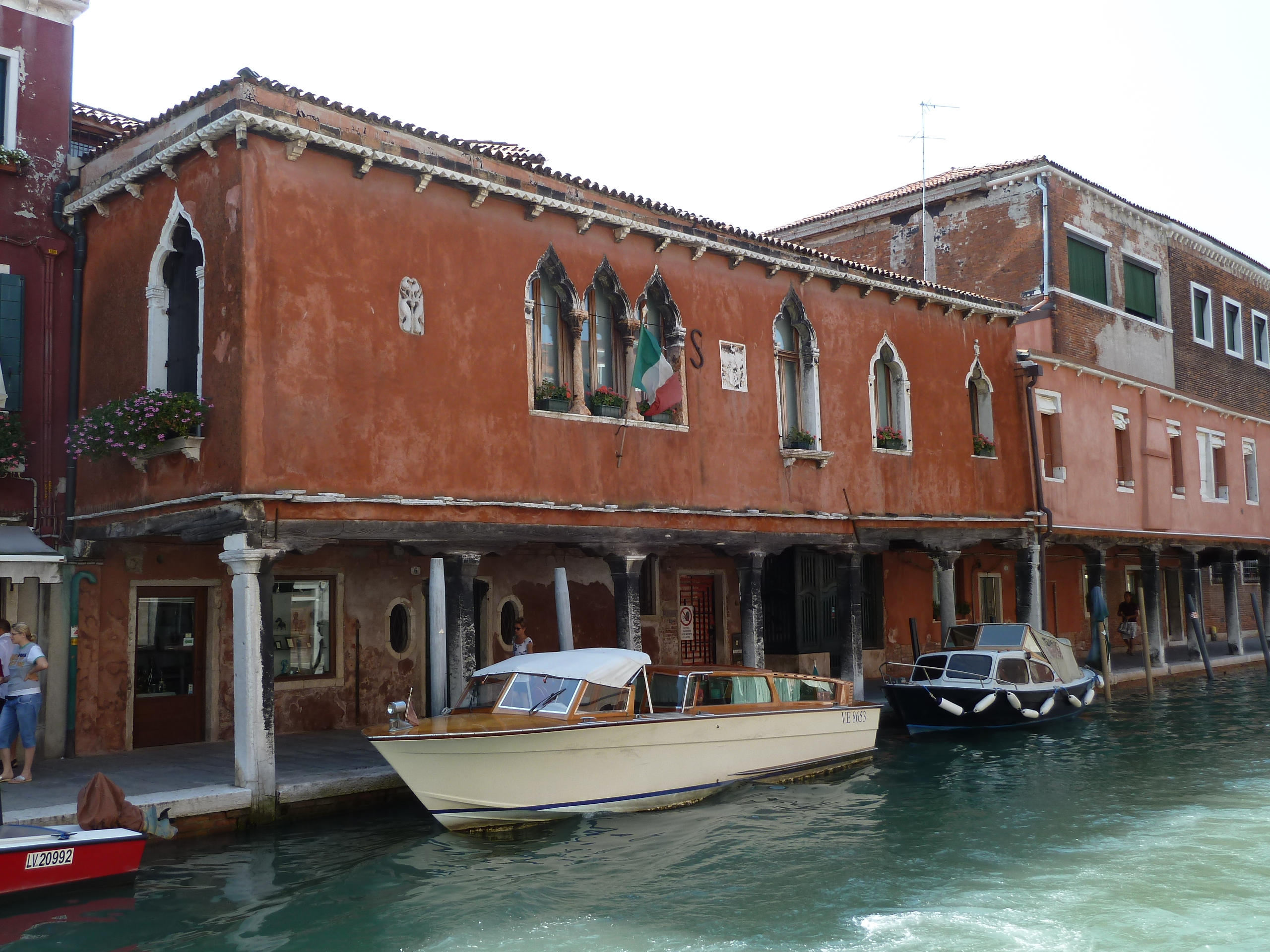
Ca'Angelo del Gallo-Obizzi-Sodeci-Cipollato-Ferro XIVe siècle
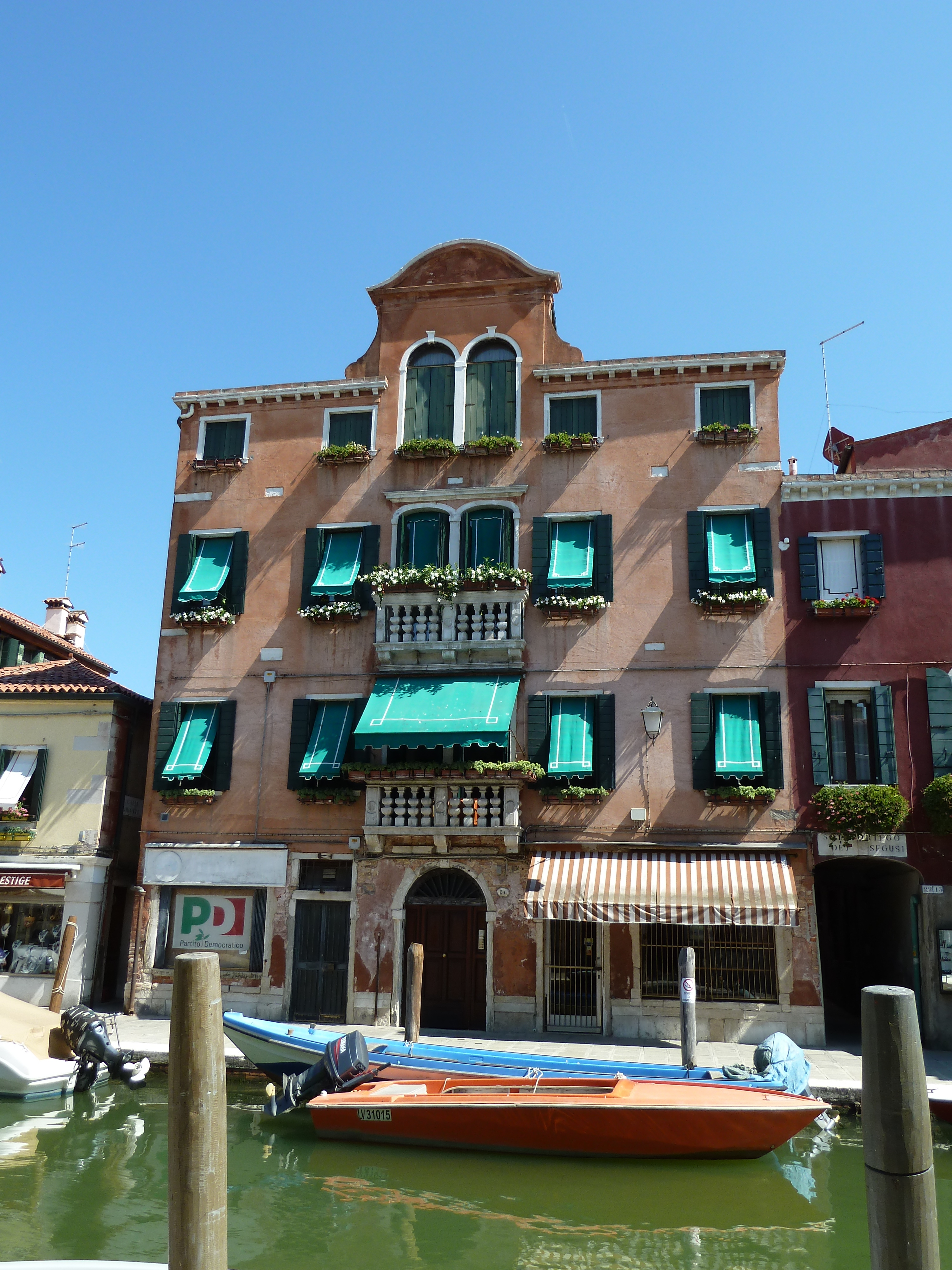
La Ca'Miotti Zecchin XVIIe siècle
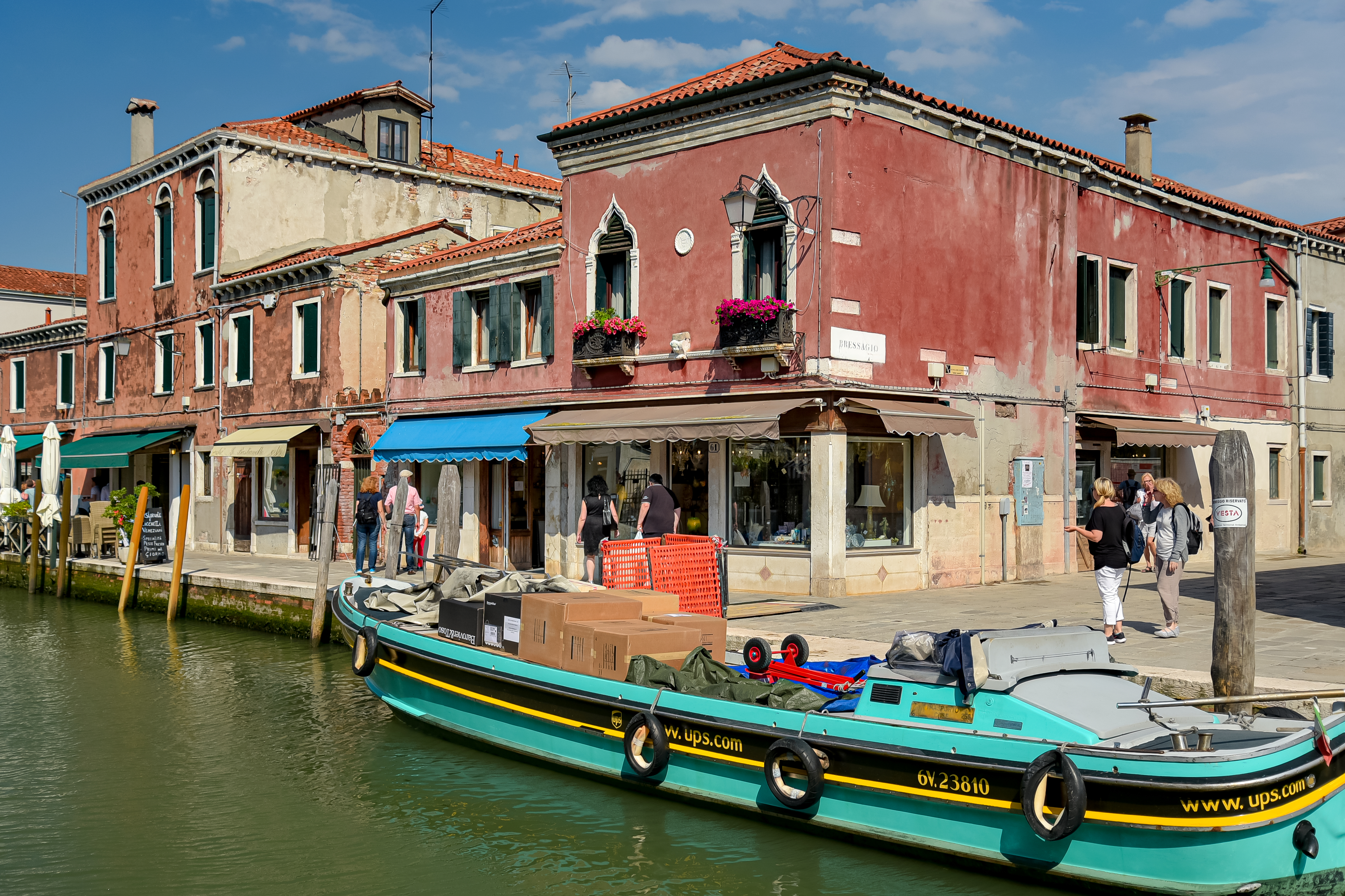
bâti du XVe siècle
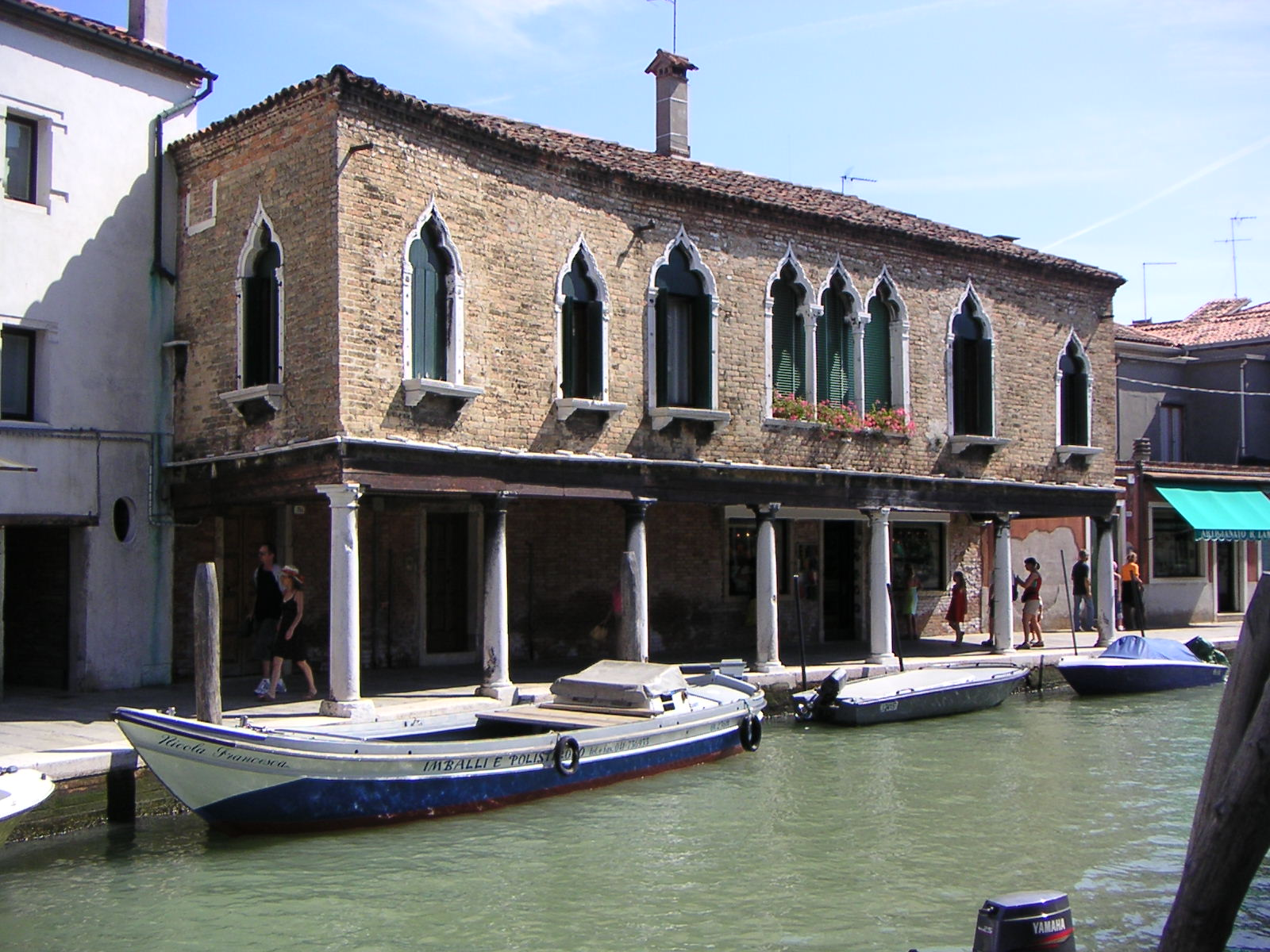
La Ca' Corner XIVe siècle
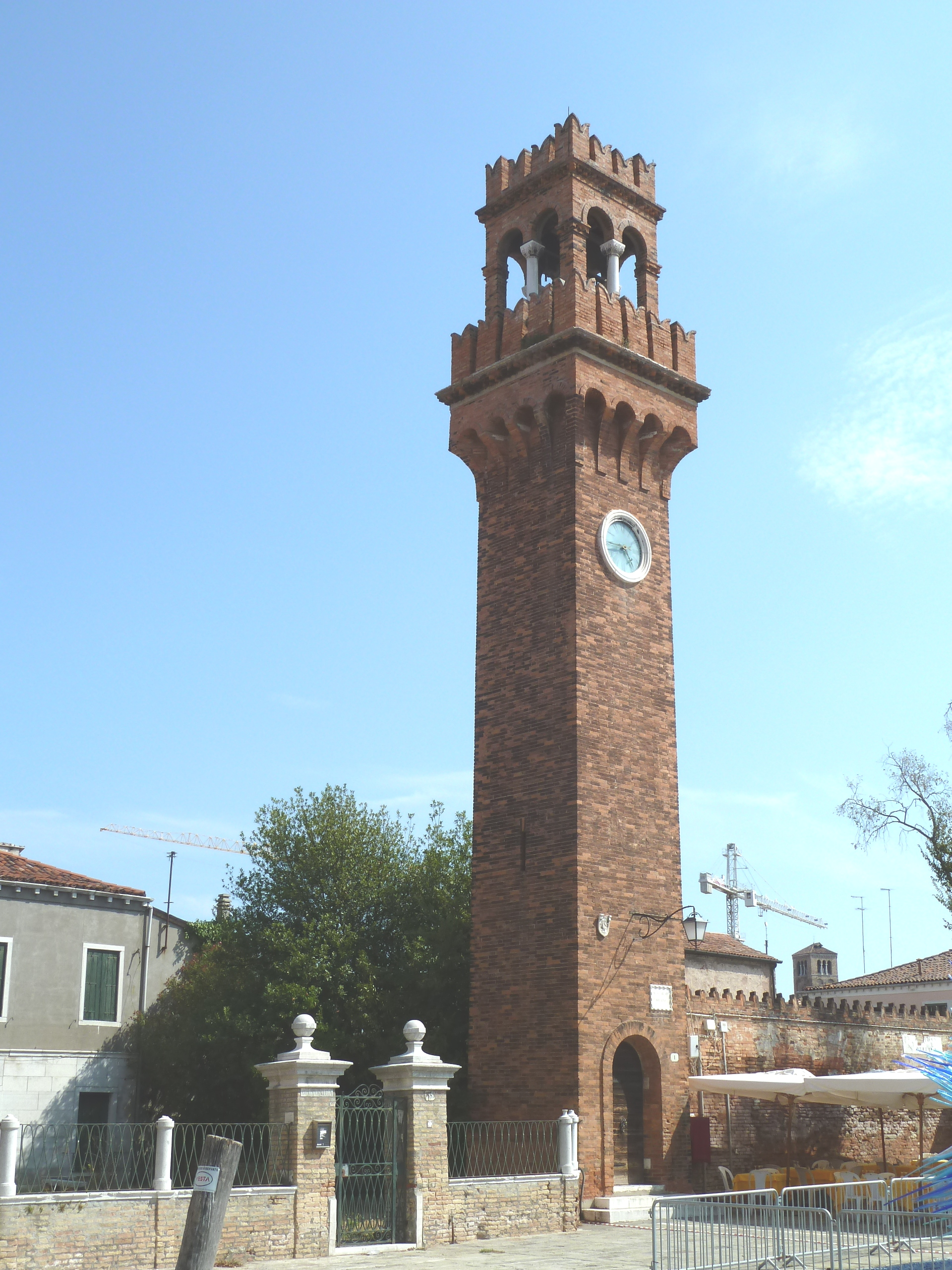
Torre Merlata

## Ponts
Ce canal est traversé par trois ponts (du nord au sud) :

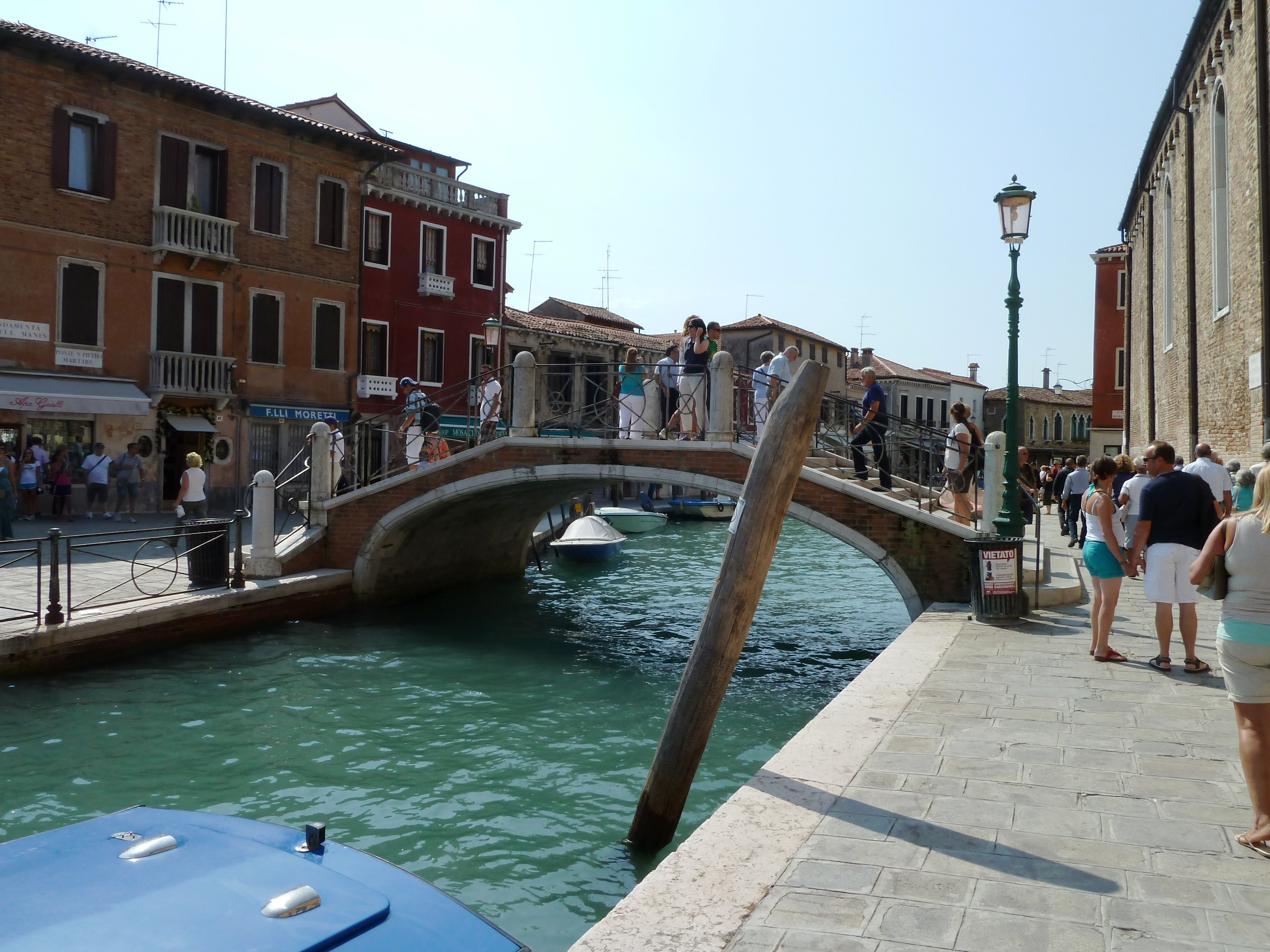
le ponte San Pietro Martire
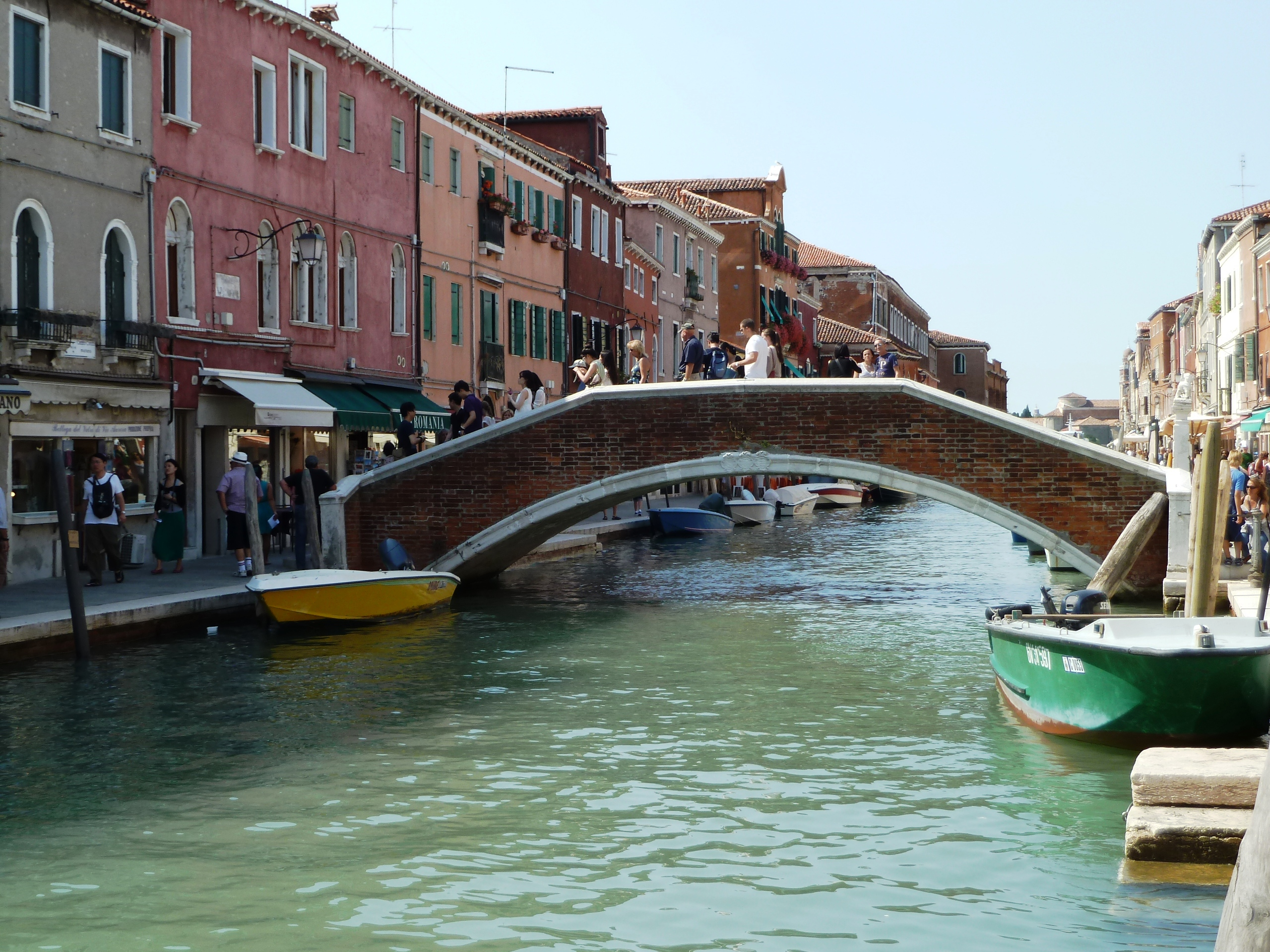
le Ponte Ballarin o de Mezo
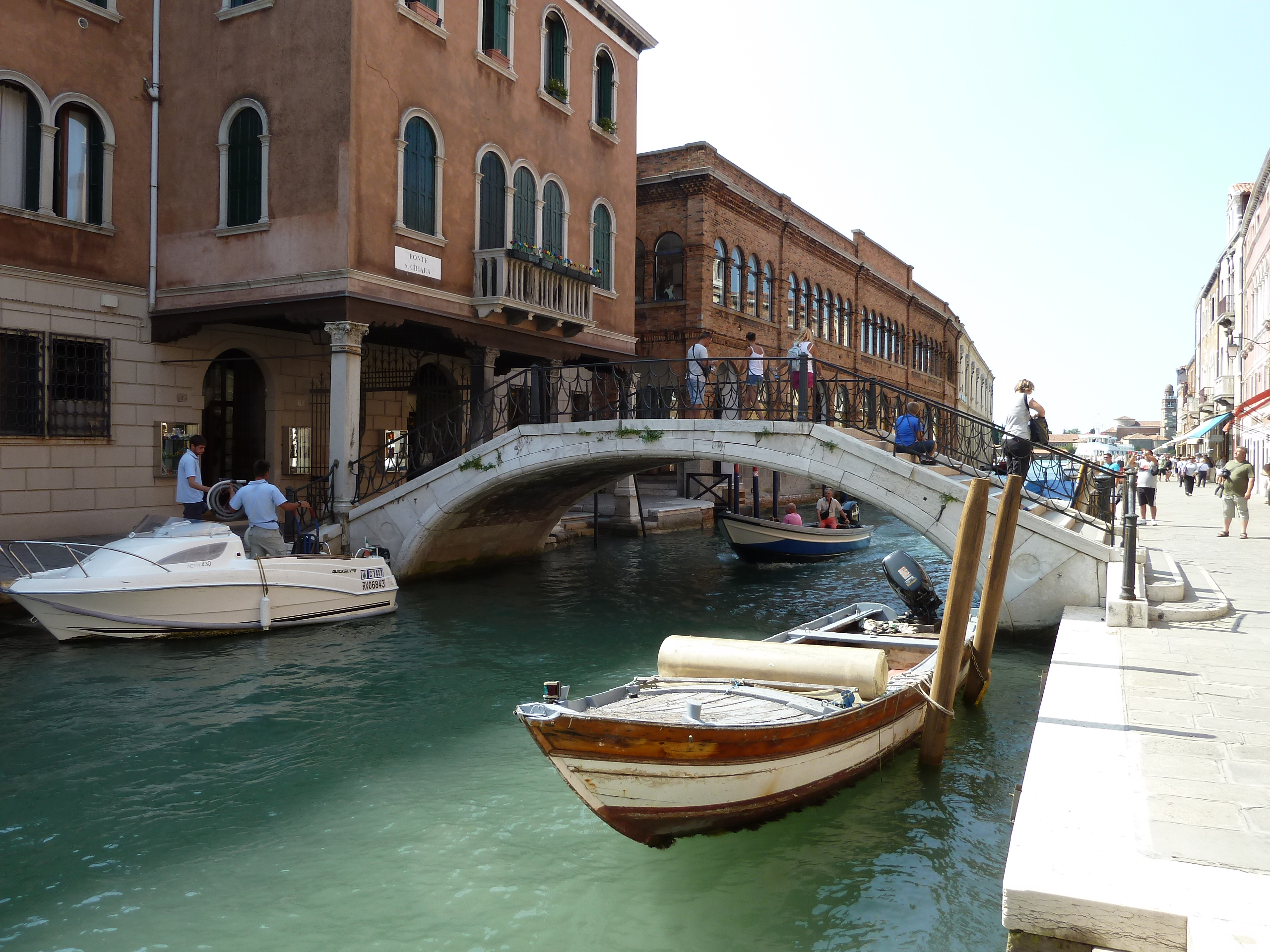
le ponte Santa Chiara